# نور یوسف عبدالله
نور یوسف عبدالله طه (زاده ۳ اکتبر ۲۰۰۵) یک شناگر بحرینی است. وی در ۵۰ متر آزاد بانوان در بازی‌های المپیک تابستانی ۲۰۲۰ شرکت کرد. 